# جيسيكا أبو غطاس
جيسيكا أبو غطاس هي شاعرة أمريكية من أصول فلسطينية. صدرت لها مجموعة شعرية بعنوان Strip ، والتي فازت بجائزة إيتيل عدنان للشعر ونشرتها مطبعة جامعة أركنساس.

## نشأتها وتعليمها
ولدت أبو غطاس ونشأت في ولاية كاليفورنيا بالولايات المتحدة، وهي من عائلة فلسطينية الأصل. درست الصحافة من جامعة بيبرداين حيث شغلت منصب رئيسة تحرير الصحيفة الطلابية، ثم حصلت على درجة الماجستير في الفنون الجميلة من جامعة أنطاكية وهي عضو في رابطة الكتاب العرب الأمريكيين (RAWI).

## مؤلفاتها
في عام 2020، نُشرت مجموعتها الشعرية الأولى Strip، والتي اختيرت للفوز بجائزة إيتيل عدنان للشعر من قبل الشاعرين حيان شرارة وفادي جودة، وقد وصفا العمل بأنه ظهور آسر حول الرغبة والحرمان. 